# Dracula Has Risen from the Grave
Dracula Has Risen from the Grave (br Drácula, o Perfil do Diabo) é um filme britânico de 1968, do gênero horror, dirigido por Freddie Francis para a Hammer Film.

## Sinopse
Após gerar pavor na província de Caynemberg, Drácula (Christopher Lee) foi aparentemente eliminado. Um ano após sua "morte", o monsenhor Ernst Muller (Rupert Davies) visita a região e vê que ninguém vai à missa, pois a sombra do castelo cai sobre a igreja e todos sentem a presença do mal, inclusive o padre local. Com isso o Monsenhor, acompanhado pelo padre, parte para exorcizar o castelo. Porém o padre está tão apavorado que não consegue ir até ao castelo, então o Monsenhor continua sozinho e pede que o padre o espere. O pavor do padre era tão grande que ele se assusta com um temporal e cai num pequeno precipício, onde estava o túmulo de Drácula. O padre se feriu na queda e um pouco do sangue vai até os lábios de Drácula, que ressuscita. Paralelamente o Monsenhor lacrou o castelo com uma cruz na porta e foi embora. Ao ver a cruz na porta, Drácula fica cheio de ódio e pergunta ao padre quem fez aquilo. O religioso, apavorado, diz que foi o Monsenhor, então Drácula planeja se vingar dele. 

## Elenco
- Christopher Lee - Conde Drácula
- Rupert Davies - monsenhor Ernest Muller
- Veronica Carlson - Maria Muller
- Barry Andrews - Paul
- Barbara Ewing - Zena
- Ewan Hooper - padre
- Marion Mathie - Anna
- Michael Ripper - Max
- George A. Cooper - estalajadeiro